# Trenk, a kis lovag
A Trenk, a kis lovag (eredeti cím: Ritter Trenk) 2015-ben bemutatott német–osztrák 2D-s számítógépes animációs film, amelyet Anthony Power rendezett. Az animációs játékfilm producere Corinna Mehner. A forgatókönyvet Gerrit Hermans írta. A zenéjét Mischa Krausz szerezte. A mozifilm a Blue Eyes Fiction és a WunderWerk gyártásában készült, a Universum Film forgalmazásában jelent meg. Műfaja kalandfilm.
Németországban 2015. november 5-én mutatták be a mozikban. A film 2016-ban DVD-n és Blu-rayen is megjelent. Magyarországon 2018. január 13-án az M2-n vetítették le a televízióban.

## Szereplők
| Szereplő   | Eredeti hang    | Magyar hang        | Leírás                                 |
| ---------- | --------------- | ------------------ | -------------------------------------- |
| Trenk      | Georg Sulzer    | Berecz Kristóf Uwe | Egy barna hajú fiú, a történet főhőse. |
| Hans       | Axel Prahl      | Papp János         |                                        |
| Wertolt    | Johannes Zeiler | Vida Péter         |                                        |
| Thekla     |                 | Pekár Adrienn      | Egy szőke hajú kislány, Hans lánya.    |
| Veit       |                 | Juhász Zoltán      |                                        |
| Mattes     |                 | Vári Attila        |                                        |
| Herceg     |                 | Csuha Lajos        |                                        |
| Herald     |                 | Galbenisz Tomasz   |                                        |
| Momme-Mumm |                 | Czető Roland       |                                        |
| Mia-Mina   |                 | Hermann Lilla      | Egy vörös hajú kislány, Trenk húga.    |

További magyar hangok: Albert Gábor, Bolla Róbert, Csík Csaba Krisztián, Farkas Zita, Galbenisz Tomasz, Holl Nándor, Végh Ferenc
A magyar változat munkatársai
- Magyar szöveg: Liszkay Szilvia
- Szinkronrendező: Pócsik Ildikó

## Televíziós megjelenések
M2 